# Ludvík Skála
Ludvík Skála (23. července 1901 – ???) byl český a československý, politik Komunistické strany Československa a poúnorový poslanec Národního shromáždění ČSR.

## Biografie
Pocházel z rodiny železničáře. Vyučil se kovářem a nastoupil do dílen ČSD v Nymburku. Za první republiky byl aktivní v odborech. V roce 1948 působil jako železničář a jednatel podnikové rady ministerstva dopravy, bytem Hradec Králové. V roce 1952 se uvádí jako krajský předseda Výboru obránců míru v Hradci Králové.
Ve volbách roku 1948 byl zvolen do Národního shromáždění za KSČ ve volebním kraji Hradec Králové. V parlamentu zasedal až do konce funkčního období, tedy do voleb roku 1954.